# Alexander Lindh

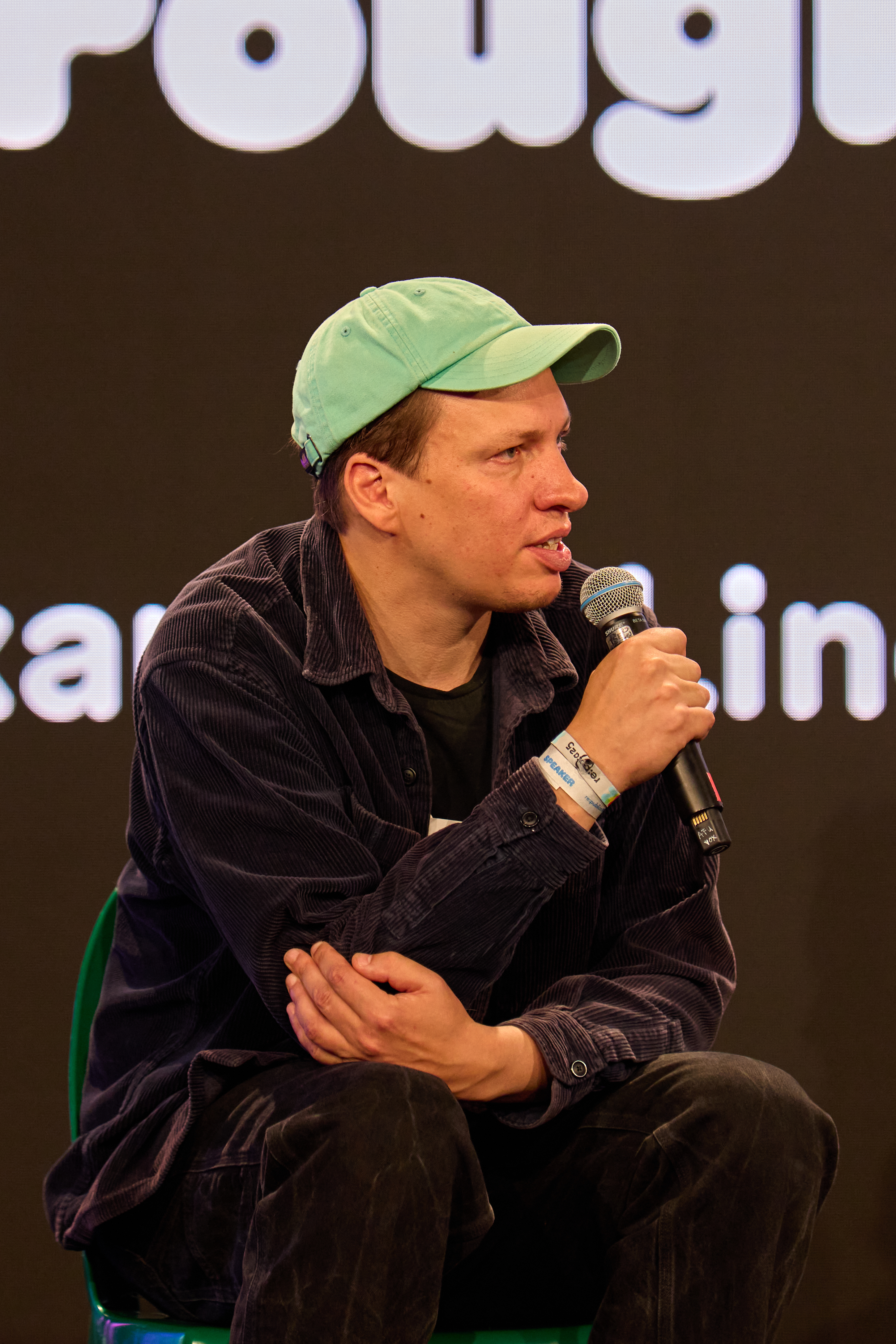
Alexander Lindh, 2025

Alexander Lindh, auch Alex Lindh (* 23. April 1988 in Helsinki) ist ein deutsch-finnischer Drehbuchautor.

## Leben
Alexander Lindh wuchs in Hamburg und Helsinki auf und lebt in Berlin. Er legte das Abitur an der Gesamtschule Harburg in Hamburg ab. Anschließend studierte er Kulturwissenschaften und ästhetische Praxis an der Stiftung Universität Hildesheim und absolvierte nach einigen Jahren als Autor bei Gute Zeiten Schlechte Zeiten das Showrunner-Programm „Serial Eyes“ an der Deutschen Film- und Fernsehakademie Berlin (DFFB) und der London Film School (LFS).
Seitdem arbeitet Alexander Lindh als freier Drehbuchautor, Head-Autor, Regisseur und Creative Producer.
Lindh war 2021 Teil der Jury des deutschen Fernsehpreises.

## Filmographie

### Fernsehen
- 2011–2016: Gute Zeiten, schlechte Zeiten
- 2017: Armans Geheimnis
- 2017: Culpa – Niemand ist ohne Schuld
- 2017: Ein Mann, eine Wahl
- 2018–2019: Druck
- 2020: Liebe. Jetzt! – Der Kuss
- 2020: Liebe. Jetzt! – Die SMS (Buch und Regie mit Maryam Zaree)
- 2020–2023: Mapa
- 2023–2024: Gute Freunde – Der Aufstieg des FC Bayern München(Fernsehserie)
- 2024: A Better Place
- 2025: Westend Girl

## Auszeichnungen
- 2019: Grimme-Preis-Nominierung für Druck (Staffel 2)
- 2020: Grimme-Preis-Nominierung für Druck (Staffel 4)
- 2020: Deutscher-Fernsehpreis-Nominierung in der Kategorie beste Drama-Serie für Druck
- 2020: Deutscher-Fernsehpreis-Nominierung in der Kategorie beste Drama-Serie für Mapa
- 2021: Grimme-Preis-Nominierung für Liebe. Jetzt!
- 2021: Grimme-Preis-Nominierung für Mapa